# Chiến dịch Braunschweig
Chiến dịch Braunschweig là một hoạt động quân sự của quân đội phát xít Đức, mở màn vào ngày 23 tháng 7 năm 1943. Đây là giai đoạn hai của Chiến dịch Blau và diễn ra ngay trước Chiến dịch Sao Thiên Vương. Trong sử sách của Liên Xô trước đây và Nga hiện nay, Chiến dịch Braunschweig chính là giai đoạn phòng ngự của Trận Stalingrad và được xếp chung với diễn biến của toàn bộ Chiến dịch Stalingrad.
Theo chỉ thị số 45 của Adolf Hitler ngày 23 tháng 7 năm 1942 , mục tiêu của quân Đức là hành tiến về dãy Kavkaz (chiến dịch Hoa nhung tuyết) và Stalingrad (chiến dịch Braunschwweig)..
Hai chiến dịch này được biết với tên là "Kế hoạch Xanh", tuy nhiên kể từ ngày 30 tháng 6 năm 1942 tên của nó là "Chiến dịch Braunschweig". Kế hoạch Xanh ban đầu (trước đó có tên là "Xanh I" và "Xanh II") bị đổi tên thành Chiến dịch Clausewitz (1942) và Chiến dịch Chiếc rìu khói (Dampfhammer). Clausewitz bao trùm các hoạt động quân sự mở đầu của Cụm Tập đoàn quân A trong tháng 7 năm 1942, còn Chiếc rìu khói là những hoạt động kế sau đó.
Bản thân Hitler đã can thiệp vào kế hoạch của các chiến dịch trên, y chia đôi Cụm Tập đoàn quân Nam và cho hai nửa của nó hành quân theo hai hướng càng lúc càng xa nhau. Việc này khiến Bộ Tổng Tham mưu của Đức cực kì lo ngại và họ đã nhiều lần khuyên can Hitler về những mối nguy hiểm của hành động này. Những nghiên cứu về sau cho thấy chính sự chia đôi này là một nguyên nhân chính dẫn đến thảm họa của quân Đức tại Stalingrad. Bất chấp sự khuyên can của các thuộc tướng, Hitler khăng khăng giữ nguyên ý định của mình vì hai lý do: y muốn chiếm đoạt toàn bộ vựa dầu của Liên Xô tại Kavkaz và cắt đứt đường tiếp vận qua sông Volga tại Stalingrad.